# Bizzarrini Manta
Der Bizzarrini Manta ist ein Konzeptfahrzeug des italienischen Designstudios Italdesign, das 1968 öffentlich vorgestellt wurde. Die von Giorgetto Giugiaro entworfene Karosserie im sogenannten One-Box-Stil gilt als wegweisend für das Design späterer Mittelmotorsportwagen. Dem Hersteller zufolge kommen der Rahmen und das Fahrwerk von einem Bizzarrini P 538, der Motor ist ein Großserien-Achtzylinder von Chevrolet.

## Entstehungsgeschichte

### Italdesign
Urheber des Manta ist der italienische Industriedesigner Giorgetto Giugiaro. Der 1938 geborene Giugiaro hatte ab 1959 das Designstudio des Karosserieherstellers Bertone geleitet und ab 1965 die gleiche Aufgabe bei der Carrozzeria Ghia wahrgenommen. Nachdem er sich Anfang 1967 von Ghia getrennt hatte, gründete er zunächst das Designstudio Ital Styling, das nur etwa ein Jahr lang existierte. Um über reine Designarbeiten hinaus künftig auch Konstruktionsleistungen anbieten zu können, ging Giugiaro eine Zusammenarbeit mit Aldo Mantovani ein, dem langjährigen Produktionsleiter von Fiat. Gemeinsam gründeten sie im Februar 1968 das Unternehmen SIRP (Studi Italiani Realizzazione Prototipi S.p.A.), das noch im gleichen Jahr in Italdesign umfirmierte. Die erste Designstudie des Unternehmens sollte auf dem Turiner Autosalon im Oktober 1968 vorgestellt werden.

### Bizzarrini

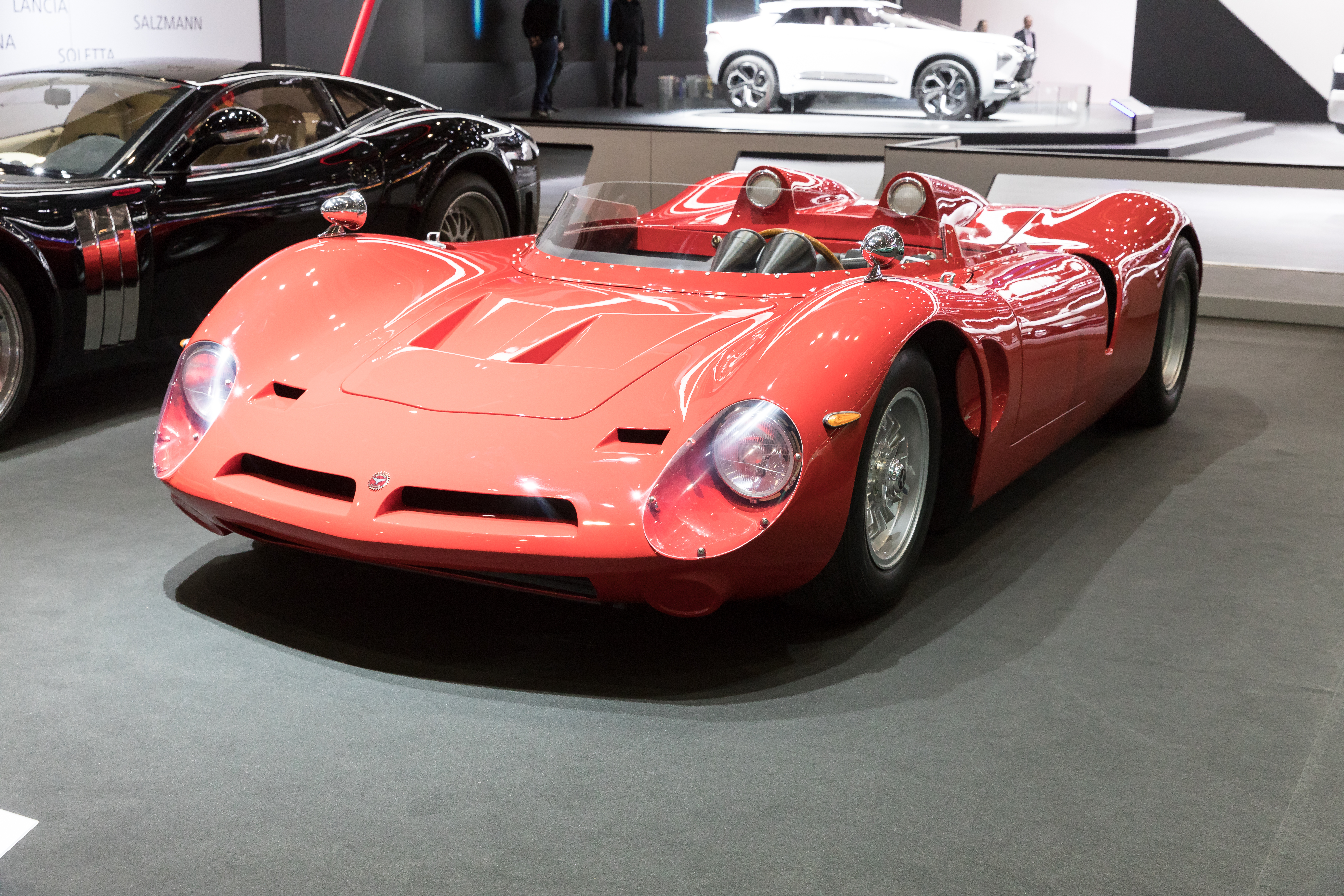
Technische Basis: Bizzarrini P 538

Die technische Grundlage für das erste Showcar Italdesigns kam von dem toskanischen Sportwagenhersteller Bizzarrini, der sich zu dieser Zeit bereits in wirtschaftlichen Schwierigkeiten befand. Bizzarrini hatte 1966 als Ergänzung zum straßentauglichen Sportwagen GT 5300 den Rennwagen P 538 konstruiert, der wider Erwarten nur bei zwei Wettbewerben eingesetzt wurde und ab 1967 wegen tiefgreifender Regeländerungen nicht mehr legal war. Bis 1968 entstanden nur vier P 538, von denen einer frühzeitig zerstört wurde. Das Chassis P 538-003, das Bizzarrinis Werksteam beim 24-Stunden-Rennen von Le Mans 1966 eingesetzt hatte, war damit überholt und stand zum Verkauf. Giugiaro übernahm das Chassis im Sommer 1968. In 45 Tagen baute der Spezialbetrieb Autocostruzioni S.D. das Show Car auf, das zu dieser Zeit nicht fahrbereit war.
Einzelne Quellen bezweifeln, dass der P 538 die technische Basis des Manta ist. Einige Autoren sehen erhebliche technische Unterschiede zwischen dem P-538-Chassis und dem fahrbereiten Manta und sind deshalb der Auffassung, dass der Manta nicht auf dem P-538-Chassis beruhen könne. Giugiaro habe das Auto lediglich als Bizzarrini deklariert, um einen zugkräftigen Namen für sein erstes eigenes Show Car zu haben. Giorgetto Giugiaro bestätigte dagegen noch 2008 ausdrücklich, dass der Manta auf einem P-538-Chassis basiert. Er wies darauf hin, dass der Manta erst Jahrzehnte nach seiner ersten Ausstellung fahrbereit gemacht wurde. Technische Abweichungen könnten daher auch auf diese Arbeiten zurückzuführen sein. Der nicht mehr von Giugiaro selbst betreute Internetauftritt von Italdesign nennt 2019 unrichtig einen Iso Grifo – ein Auto mit Frontmotor – als Basisfahrzeug.

### Ausstellungen und weiterer Verbleib
Der Wagen wurde in hellgrüner Lackierung („acid green“) als Bizzarrini Manta im Oktober 1968 in Turin öffentlich gezeigt, kurz darauf erschien er, rot lackiert, auf der Tokyo Motor Show und danach auf einer Messe in Los Angeles. Auf dem Weg zurück nach Italien verschwand das Auto 1969 und blieb etwa 10 Jahre lang verschollen. Erst 1980 tauchte es bei einer Versteigerung des italienischen Zolls wieder auf. Der Wagen wurde von Giovanni Giordanengo übernommen, einem Betreiber einer Automobilwerkstatt, in der wiederholt Plagiate klassischer Sportwagen aufgebaut wurden. Später kaufte ein schwedischer Sammler den Manta, danach ging das Auto in die USA. Inzwischen wurde er unter Beteiligung von Autocostruzioni S.D. fahrbereit gemacht und wird wiederholt auf Ausstellungen in den USA gezeigt. Nachdem er zwischenzeitlich silberfarben lackiert war, trägt er nun wieder das ursprüngliche Säuregrün.

## Modellbezeichnung
Die Modellbezeichnung nimmt auf den Mantarochen (italienisch: Manta) Bezug. Dem General-Motors-Designer Charles „Chuck“ Jordan fiel die Bezeichnung in Turin auf. Opel übernahm auf seine Initiative hin den Begriff, den Italdesign nicht hatte schützen lassen, für sein wenig später präsentiertes Großserienscoupé.

## Modellbeschreibung

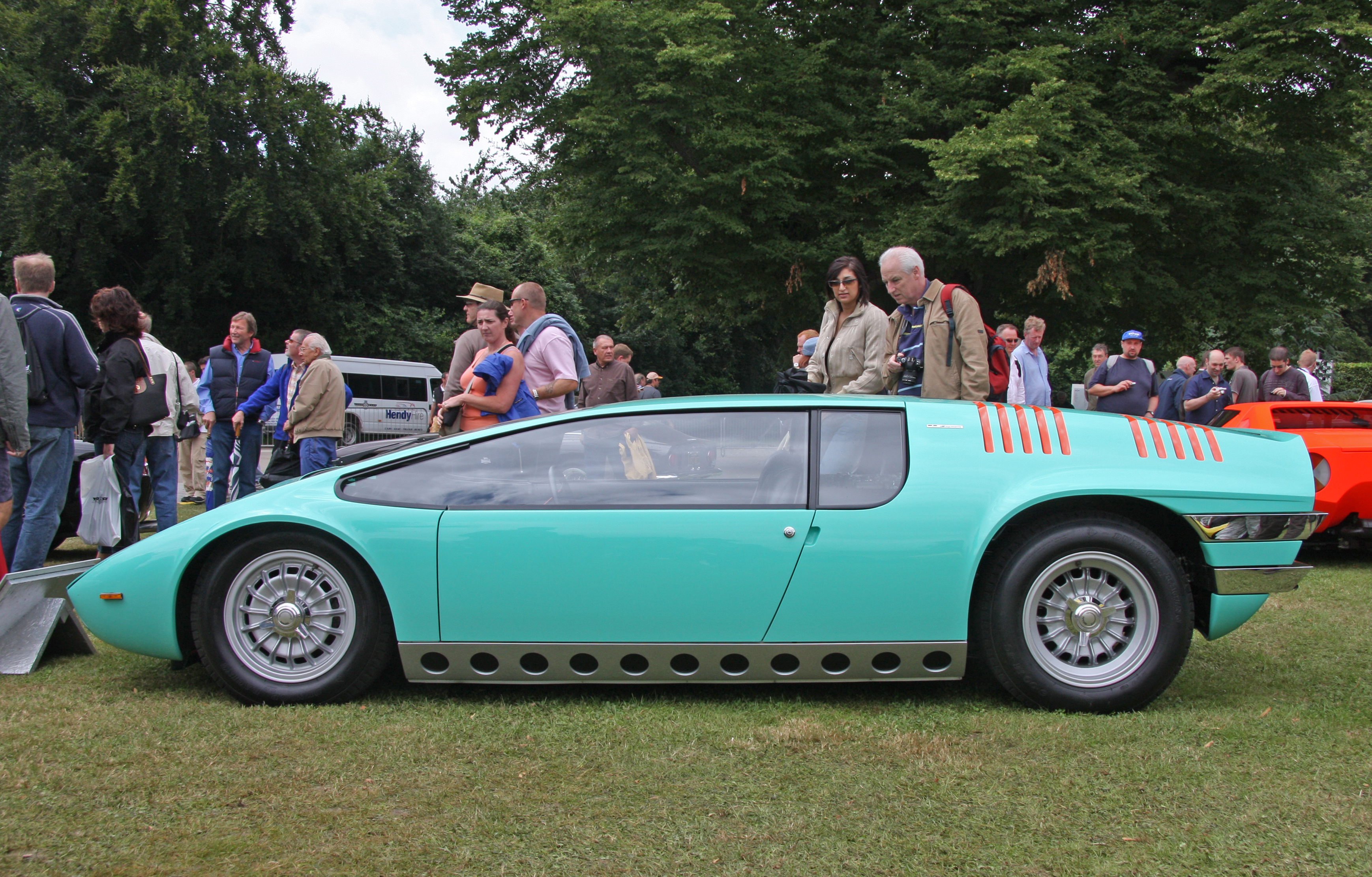
One-Box-Design: Bizzarrini Manta im Profil

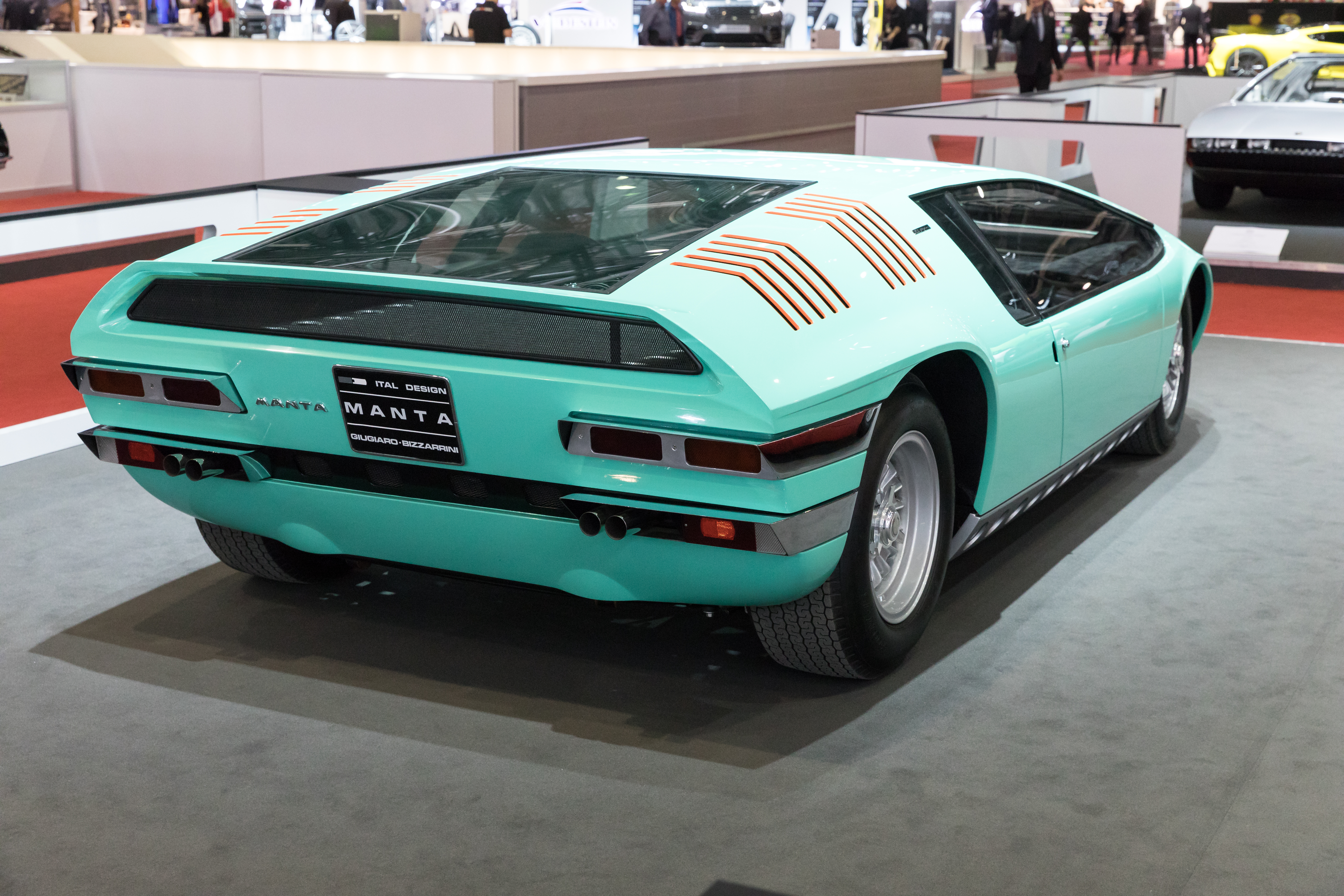
Hohe Heckpartie

Besonderes Merkmal des nur 1,06 m hohen Bizzarrini Manta ist seine einteilige Karosserie. Weil der Wagenkörper im Profil betrachtet eine Einheit bildet, wird diese Gestaltungsform als One-Box-Design bezeichnet. Der Vorderwagen geht stufenlos in die Windschutzscheibe über, die ihrerseits in die flach auslaufende Dachpartie übergeht. Um die Übersichtlichkeit nach vorn zu erhöhen, befindet sich unterhalb der Windschutzscheibe ein weiteres Fenster. Es wird von Lamellen verdeckt, die bei Bedarf geöffnet werden können. Die Fahrgastzelle ist sehr weit nach vorn versetzt, während das hinter dem Fahrer angeordnete Motorabteil großen Raum einnimmt. Diese Proportionierung unterstreicht das Mittelmotorkonzept. Eine stilistische Besonderheit ist die einteilige Seitenscheibe, die über den Anschlag der Türen hinaus weit in den Kotflügelbereich ragt. Beim Öffnen der Türen schwenken die überstehenden Teile der Scheiben in den Innenraum des Fahrzeugs hinein. Die auslaufende Dachpartie über dem Heck ist verglast. Am nach unten leicht eingezogenen Heck ist eine zusätzliche senkrechte Glasscheibe eingesetzt.
Der Bizzarrini Manta ist ein Dreisitzer. Links und rechts neben dem in der Mitte angeordneten Fahrersitz befindet sich je ein Sitz für die Passagiere. Diese Anordnung hatte Pininfarina bereits 1966 bei dem Ferrari 365 P Speciale gezeigt. Im Fall des Manta war sie aber weniger eine Ferrari-Kopie als vielmehr durch die Auslegung des Bizzarrini-Chassis bedingt. Weil der P 538 für den Einsatz bei Automobilrennen konstruiert war, war bei ihm der Fahrersitz zwecks optimaler Gewichtsverteilung annähernd in der Wagenmitte positioniert. Die Lenksäule war dementsprechend nur 7 cm von der Mittelachse versetzt. Italdesign hatte in der Aufbauphase keine Zeit, diese Auslegung zu ändern; deshalb entstand daraus das Konzept des Dreisitzers mit zentraler Fahrerposition, das McLaren 1993 bei dem Supersportwagen F1 erstmals in Kleinserie verwirklichte.
In technischer Hinsicht hat der Bizzarrini Manta, dem Basisfahrzeug von Bizzarrini entsprechend, einen Rahmen, der aus Rohren mit rundem Querschnitt zusammengebaut ist. In den Werksversionen des P 538 führen die Rohre das Kühlwasser. Als Antrieb dient wie beim regulären P 538 ein Achtzylinder-V-Motor aus dem Chevrolet Corvette C2 mit 5,4 Liter Hubraum, der in der Bizzarrini-Version mit vier Doppelvergasern 420 PS (331 kW) leistete. Ob das Show Car bei der Ausstellung tatsächlich einen von Bizzarrini überarbeiteten Corvette-Motor hatte, ist unsicher.

## Bedeutung des Designs
Der Manta wird als eine der bedeutendsten Designstudien des 20. Jahrhunderts angesehen. Er ist das erste Auto, das das One-Box-Design vollständig umsetzte. Diese Form prägte die Gestaltung zahlreicher Mittelmotorsportwagen der 1970er- und 1980er-Jahre, findet sich aber auch bei Minivans wieder. Marcello Gandini setzte das Konzept unter anderem beim Lancia Stratos Zero (1970) und beim Lamborghini Countach (1971) um, Toyota kopierte es bei dem 1971 vorgestellten Showcar EX7.
Abgesehen davon nahm Giugiaro einige Merkmale des Manta-Designs bei späteren Entwürfen wieder auf. So findet sich die flach verlaufende Dachpartie auch bei den von Giugiaro gestalteten Maserati-Modellen Bora und Merak wieder, und den Heckabschluss gibt es in ähnlicher Form auch beim Alfa Romeo Alfasud Sprint.